# Суперкубок Йорданії з футболу 2025
Суперкубок Йорданії з футболу 2025  — 42-й розіграш турніру. Матчі відбулись 21 і 25 липня 2025 року між чемпіоном Йорданії клубом Аль-Гуссейн та володарем кубка Йорданії клубом Аль-Вахдат.
| Володар Суперкубка Йорданії 2025 |
| -------------------------------- |
|                                  |
| Аль-Гуссейн Третій титул         |

## Деталі

### Перший матч
| 21 липня 2025 20:00 (EEST) |

| Аль-Вахдат             | 1:1      | Аль-Гуссейн         |
| ---------------------- | -------- | ------------------- |
| Мустафа Кемаль Ейд 33' | Протокол | Резік Баін Хані 31' |

| Король Абдалла II, Амман Арбітр: Марван Аль-Ісмаїл |

### Повторний матч
| 25 липня 2025 20:00 (EEST) |

| Аль-Гуссейн          | 1:0      | Аль-Вахдат |
| -------------------- | -------- | ---------- |
| Юсеф Абу Джалбуш 41' | Протокол |            |

| Аль-Хассан, Ірбід Арбітр: Мохаммед Мофеед |